# Amiotrofična lateralna skleroza
Amiotrofična lateralna skleroza (kratica ALS) ali progresivna spinalna amiotrofija (tudi Charcotova ali Lou Gehrigova bolezen) je bolezen zgornjega in spodnjega motoričnega nevrona, ki se kaže z atrofijo mišic in spastičnimi znaki, pogosto tudi z znaki odpovedi spodnjih možganskih živcev. Gre za napredujočo bolezen, ki se navadno pojavlja posamič, poznane pa so tudi dedne oblike.
V 90 do 95 % primerov vzrok ni poznan, v preostalih 5 do 10 % primerov pa gre za podedovano bolezen. Polovico vseh podedovanih primerov bolezni povzroča mutacija v dveh določenih genih. Pri ALS odmrejo živci, ki nadzirajo mišice s hotenim krčenjem. Diagnoza temelji na bolezenskih znakih in simptomih, z opravljenimi dodatnimi preizkusi za izločitev drugih potencialnih vzrokov.
Zdravilo, ki bi omogočilo ozdravitev, ni poznano. Gre za redko bolezen, a hkrati najpogostejšo obliko bolezni motoričnega živca. Pogosteje obolevajo moški, pogostnost bolezni narašča s starostjo. Povprečna starost ob začetku je približno 58 let. ALS je povezan z majhnim preživetjem (v povprečju 3 do 4 leta).
Bolezen je prvič opisal Charles Bell leta 1824, leta 1869 pa je Jean-Martin Charcot prvi opisal povezavo med simptomi in nevrološkimi vzroki ter leta 1874 tudi prvi uporabil izraz amiotrofična lateralna skleroza. V svetovnem merilu je bolezen postala širše poznana leta 2014, in sicer s pomočjo javne kampanje ozaveščanja s spletnimi posnetki polivanja z mrzlo vodo (t. i. izziv z ledenim vedrom). Med znanimi osebami je za boleznijo v napredovali fazi bolehal Stephen Hawking.

## Vzroki
Mehanizmi nastanka bolezni niso povsem pojasnjeni, nedavne raziskave pa podpirajo hipotezo, da je ALS kompleksna genetska bolezen. Približno 5 % bolnikov ima dedno obliko bolezni, ki jo povzroča več genov. Najpogostejši genetski vzrok so mutacije gena C9ORF72. Preostalih 95 % primerov bolezni je sporadičnih, vendar so med temi bolniki tudi taki z mutacijami v genih, ki povzročajo ALS. Klinično se obe obliki med seboj ne razlikujeta.
Pri nastanku sporadične oblike bolezni je hipotez več. Danes velja prepričanje, da je vzrokov več in da jih je pri posameznem bolniku lahko vpletenih več hkrati. Med hipotezami se omenjajo ekscitotoksično okvara živčnih celic, motnje imunskega odziva, okužbe, pomanjkanje nevrotrofičnih faktorjev, zastrupitve, motnje v delovanju hormonov in motnje v delovanju mitohondrijev:
- ekscitotoksična teorija temelji na podmeni, da čezmerno kopičenje spodbujevalnega (ekscitatornega) živčnega prenašalca glutamata povzroči propad živčnih celic. V možganih bolnikov so res dokazali čezmerno kopičenje glutamata v primerjavi z zdravimi posamezniki[11], a ni znano, ali gre za posledico čezmerne sinteze ali za motnjo v njegovem odstranjevanju;
- po imunski hipotezi naj bi se proti sestavinam normalnih gibalnih živčnih celic tvorila protitelesa in jih tako uničevala;
- pri okužbah kot možnih vzrokih omenjajo viruse, ki povzročajo otroško ohromelost, aids in podobne;
- med zastrupitvami kot možnimi vzroki obstajajo hipoteze o zastrupitvi s svincem, aluminijem, manganom, kalcijem, selenom;
- nekateri kot vzrok navajajo tudi električno poškodbo živčevja;
- za nastanek ALS naj bi bili vsaj delno lahko odgovorni tudi tako imenovani prosti radikali. Normalno jih telo samo nevtralizira, v prevelikih količinah pa so zanj strupene;
- ena od hipotez pravi, da do razvoja bolezni pride zaradi napak v delovanju mitohondrijev, celičnih organčkov, ki zagotavljajo energijo za njihovo delovanje;
- kot možen mehanizem se navaja tudi prezgodnje aktiviranje programirane celične smrti (apoptoze).

Zanimivo je, da je pojavnost bolezni zelo visoka med nekdanjimi italijanskimi igralci nogometa, kar je povzročilo oblikovanje teorije o povezavi med  boleznijo in uporabo pesticidov na nogometnih
igriščih. V študiji na Harvardu leta 2005 so ugotovili, da imajo večje tveganje za razvoj ALS-ja tudi moški, ki so služili v vojski. Teorije vključujejo izpostavljenost kemikalijam, poškodbe, intenzivno telesno dejavnost in okolijske dejavnike.
Že več let poteka raziskava mednarodnih raziskovalcev, ki odkrivajo povzročitelje bolezni in razne oblike zdravljenja ALS. Raziskavo vodita profesorja Jan Veldink in profesor Leonard van den Berg z Univerzitetnega kliničnega centra Utrecht na Nizozemskem.

## Patofiziologija
Značilnost amiotrofične lateralne skleroze je odmrtje tako zgornjih kot spodnjih motoričnih nevronov, ki izvirajo iz motoričnega predela možganske skorje, možganskega debla in hrbtenjače. Pred odmrtjem se v perikarionih in aksonih teh nevronov tvorijo vključki (inkluzije), bogati z beljakovinami. Vzrok bi lahko bila motnja razkrajanje beljakovin.

## Potek bolezni
Gre za hitro napredujočo degenerativno bolezen motoričnega živčnega sistema; nastop in trajanje sta odvisna od starosti bolnika. Tipično se bolezen prične žariščno, najpogosteje v spodnjih udih telesa (spinalna oblika bolezni), v 20 % primerov pa v začetku prizadene podaljšano hrbtenjačo. Z napredovanjem je v kasnejših fazah bolezni prizadeto vse telo, bolnik postaja čedalje slabše gibljiv in končno nastopi ohromelost (paraliza). Zaradi šibkosti dihalnih mišic se bolezen običajno v treh do štirih letih po nastopu simptomov konča s smrtjo.

### Simptomi v začetni fazi
V začetku bolezni simptomi pogosto sploh niso zaznavni. Med prvimi simptomi se praviloma pojavita mišična oslabelost oziroma mišična atrofija (usihanje mišičnega tkiva). Pojavijo se lahko tudi težave pri požiranju, krči ali otrdelost prizadetih mišic, oslabelost v okončinah, otežen govor. Del telesa, kjer se pojavijo prvi simptomi, je odvisen od tega, kateri motorični živci so najprej okvarjeni.
75 % bolnikov najprej opazi simptome (oslabelost ali mišično usihanje) v okončinah (tako imenovana spinalna oblika ALS). Pojavijo se lahko težave pri hoji in teku. Če je naprej prizadeta spodnja okončina, bolnik opazi težave pri hoji, teku, prizadeto nogo pri hoji opazno povleče za seboj. Če okvara povzroči najprej oslabelost v zgornji okončini, bolnik lahko opaža težave pri zapenjanju gumbov, pisanju, zaklepanju ... Včasih simptomi dolgo časa vztrajajo le v eni okončini; tedaj govorimo o monomelični amiotrofiji.
Pri okoli 25 % se bolezen najprej izrazi kot težava pri govoru in požiranju, in sicer zaradi okvare možganskih živcev v podaljšani hrbtenjači (t. i. bulbarna oblika ALS). Govor lahko postane nejasen, nosljajoč ali tišji. Bolnik ima lahko težave s premikanjem jezika. 
Le redki bolniki najprej opazijo težave z dihanjem, kar se zgodi, če bolezen na začetku prizadene medrebrne mišice, prav tako se le redko med prvimi simptomi pojavi frontotemporalna demenca, ki se ji pri napredovanju bolezni pridružijo bolj tipični simptomi ALS.
Sčasoma imajo bolniki čedalje večje težave pri gibanju, požiranju, govoru in tvorjenju besed. Simptomi zaradi okvare zgornjega motoričnega nevrona vključujejo otrdele, spastične mišice ter prekomerno izražene reflekse (hiperrefleksija) in pretiran žrelni refleks.  Tudi Babinskijev znak, nenormalen refleks pri draženju podplata, je lahko znak okvare zgornjega motoričnega nevrona. Okvara spodnjega motoričnega nevrona se kaže kot oslabelost in usahlost mišic, mišični krči, fascikulacije (majhne nehotene mišične kontrakcije, vidne pod kožo), vendar slednje niso diagnostični bolezenski znak, temveč sopojav atrofije mišic. Za diagnozo bolezni morajo biti prisotni simptomi okvarjenih zgornjega in spodnjega motoričnega nevrona, ki jih ne moremo pripisati drugim vzrokom.
Bolniki z ALS-jem imajo lahko težave tudi s hotenimi hitrimi premiki zrkla oziroma premikajo zrkla počasneje.

### Napredovala bolezen
Zaporedje in jakost simptomov se sicer med bolniki razlikujeta, vendar pa pri napredovalni bolezni večina bolnikov ni zmožna hoditi in uporabljati rok. Bolniki izgubijo tudi zmožnost govora in požiranja hrane, večina jih pristane na prenosnih respiratorjih. Hitrost napredovanja bolezni se lahko meri s pomočjo lestvice ALSFRS-R (ALS Functional Rating Scale Revised), ki temelji na vprašanjih, na katera odgovarja bolnik ter da oceno od 0 (huda oblika nezmožnosti) do 48 točk (normalno stanje). Razlike med bolniki so sicer velike, vendar se v povprečju glede na omenjeno lestvico v enem mesecu bolnikovo stanje poslabša za 0,9 točke. Pri manjšem deležu bolnikov je hitrost napredovanja bolezni bistveno počasnejša.
Ne glede na začetno prizadeti predel telesa se pri napredovanju mišična oslabelost in usahlost praviloma razširita na mišice celotnega telesa. Pri bolnikih, pri katerih se simptomi najprej pojavijo v določeni okončini, se bolezen običajno razširi na nasprotno okončino ter šele nato na druge predele telesa, medtem ko se pri bulbarni obliki simptomi po navadi razširijo najprej na roke, šele nato na noge.
Bolezen napreduje praviloma počasneje pri bolnikih, pri katerih se je pojavila pred 40. letom starosti, imajo nekoliko povišano telesno težo, je bil najprej prizadet le en ud ter pri tistih, pri katerih se je najprej pojavila okvara zgornjega motoričnega nevrona. Nasprotno je napredovanje bolezni hitrejše ter prognoza slabša pri bolnikih z začetno bulbarno ali respiratorno obliko ALS ali pri katerih se je najprej pojavila frontotemporalna demenca.

### Pozni stadiji bolezni
Dihalna podpora lahko bolnikom olajša težave z dihanjem in podaljša njihovo preživetje, vendar ne vpliva na napredovanje bolezni. Večina bolnikov z ALS-jem umre zaradi odpovedi dihanja, praviloma v treh do petih letih po pojavu prvih simptomov.
Zaradi oteženega žvečenja in požiranja je uživanje hrane zelo oteženo ter predstavlja tveganje za zadušitev ali vdih hrane v pljuča. V poznih stadijih bolezni se lahko pojavi aspiracijska pljučnica. Ohranjanje zdrave telesne teže je pogosto težavno in zahteva vstavitev sonde za hranjenje. Slabijo tudi medrebrne mišice in prepona, ki omogočajo dihanje, zato se pljučna funkcija slabša (vitalna kapaciteta pljuč se manjša). Pri respiratorni obliki ALS-ja se lahko težave z dihanje pojavijo celo pred nastopom mišične oslabelosti v okončinah. Večina bolnikov z ALS-jem umre bodisi zaradi zastoja dihanja bodisi zaradi pljučnice.
V poznih stadijih bolezni so lahko prizadete tudi mišice, ki omogočajo premikanje zrkla. V terminalni fazi je lahko bolnikovo stanje podobno kot pri sindromu vklenjene zavesti (angl. locked-in syndrome).

## Pogostnost in razširjenost
Amiotrofična lateralna skleroza je s približno 86 % vseh primerov najpogostejša oblika bolezni motoričnega nevrona. Zgornje ocene za razširjenost bolezni so od 6 do 8 bolnikov na 100.000 prebivalcev, pojavnost oziroma incidenca (število bolnikov, ki v enem letu na novo zboli) pa je od 1,5 do 2 na 100.000 prebivalcev na leto. Pogosteje obolevajo moški, pogostnost bolezni narašča s starostjo. Starost ob začetku bolezni je praviloma več kot 40 let, povprečna starost ob začetku je približno 58 let. Izjemoma lahko zbolijo tudi mladi odrasli ali pri nekaterih dednih oblikah celo otroci.
V Sloveniji vsako leto zboli med 40 in 50 ljudi.

## Zdravljenje
Vzorčnega zdravljenja še ne poznamo. Bolnikom lajšajo simptome s paliativno oskrbo.

### Zdravila
Zdravilo  riluzol (Rilutek) je v raziskavah izkazalo podaljšanje preživetja, vendar le v omejenem obsegu. Preživetje podaljša za nekaj mesecev in naj bi imelo boljši učinek pri bolnikih z bulbarno obliko bolezni. Prav tako podaljša čas do potrebe po uporabi respiratorja. Zdravilo povzroča pri okoli 10 % bolnikov jetrno toksičnost, zato je treba pri bolnikih, ki prejemajo riluzol, spremljati delovanje jeter. Zdravilo sta odobrila tako Ameriški urad za prehrano in zdravila kot Evropska agencija za zdravila. Riluzol ne ublaži že prisotnih okvar motoričnega nevrona.
Riluzol naj bi deloval protiglutamatno, torej naj bi zniževal koncentracijo spodbujevalnega živčnega prenašalca glutamata.
Druga zdravila se uporabljajo za lajšanje simptomov, na primer za blaženje utrujenosti, mišičnih krčev, mišične spastičnosti, zaviranje čezmernega slinjenja ... Prav tako se uporabljajo protibolečinska zdravila, antidepresivi, uspavala, odvajala ter zdravila za lajšanje požiranja. Za blaženje spastičnosti se pogosto predpisujeta baklofen in diazepam, za olajšanje požiranja sine pa triheksifenidil in amitriptilin.

### Dihalna podpora
ALS v svojem poteku prizadene tudi dihanje, postopoma se namreč pojavlja paraliza dihalih mišic. Prizadete so tako mišice, ki skrbijo za vdih, kot tiste, ki skrbijo za izdih. Najprej se simptomi zaradi oteženega dihanja pokažejo zlasti ponoči (pogosto prebujanje, nenaden občutek pomanjkanja zraka, jutranji glavobol in utrujenost. Uvede se lahko občasno neinvazivno umetno predihavanje z aparati, ki prek nosne ali obrazne maske vzdržujejo pozitiven tlak v dihalnih poteh. Uporabni so zlasti v nočnem času, saj omilijo opisane simptome in izboljšajo kakovost življenja. Ob nadaljnjem napredovanju bolezni in odpovedovanju dihanja prihaja v poštev le še trajno umetno predihavanje na domu z aparatom za umetno dihanje. Ta poseg je namenjen podaljševanju življenja.

### Enteralna prehrana
Za ohranjanje bolnikove telesne teže v primerih, ko je požiranje hrane oteženo, se uporablja enteralno prehranjevanje prek cevke, vstavljene v želodec preko odprtine, ki se kirurško izvede s pomočjo perkutane endoskopske gastrostomije.

## Prognoza
Potek bolezni je za vsakega bolnika posebej težko natančno napovedati. Čeprav je ALS povezan z majhnim preživetjem (v povprečju 3 do 4 leta), približno 25 % bolnikov preživi več kot 5 let, 10 % bolnikov pa več kot 10 let. Statistični podatki v literaturi so pogosto zastareli, ker ne upoštevajo izboljšav v negi in tehnologiji.
Daljše preživetje je povezano z nizko starostjo pri postavitvi diagnoze, moškim spolom, kasnejšim pojavom telesnih simptomov ter uporabo riluzola. Poročajo tudi o redkih primerih spontanih remisij.